# Густилина, Диана Владимировна
Диа́на Влади́мировна Густи́лина (род. 21 апреля 1974 года, Владивосток) — российская баскетболистка, двукратная чемпионка России (в составе БК УГМК), чемпионка Европы, серебряный призёр чемпионата мира, бронзовый призёр Олимпийских игр. Заслуженный мастер спорта России. Награждена медалью ордена «За заслуги перед Отечеством» II степени (указ Президента Российской Федерации от 18 февраля 2006 года) и Знаком Губернатора Московской области в 2007 году.

## Биография
Отец Дианы, Владимир Никитович Густилин — физик, преподаватель университета, мама, Людмила Николаевна, работала в инспекции по делам несовершеннолетних, дослужилась до звания майор милиции, возглавляла районную партийную организацию (скоропостижно скончалась в феврале 1991 года) .
Начала заниматься баскетболом в школьном возрасте. Первый тренер — А. Зверева.
После окончания средней школы 23 училась в Дальневосточном институте советской торговли, занимаясь баскетболом во дворце спорта «Юность». Затем переехала в Красноярск, где продолжала играть в баскетбол, выступая за красноярский «Шелен». В 1996 году окончила факультет экономики и управления предприятиями торговли и общественного питания Красноярского коммерческого института. В 1998 году перешла в екатеринбургский «Уралмаш», в составе которого (позже сменившего название на УГМК) добилась наивысших достижений в клубном баскетболе: стала чемпионкой России и Евролиги.
В 2000 году дебютировала в сборной России в отборочных матчах чемпионата Европы. В 2002 году в составе сборной завоевала серебро чемпионата мира в Китае. Годом позже стала чемпионкой Европы, а в 2004 году выступила на Олимпийских играх в Афинах.
После окончания карьеры игрока трудится в системе БК «Спарта&К», в настоящее время занимает должность директора училища олимпийского резерва по баскетболу «Спартак» (г. Видное, Московская область).

## Достижения
- Бронзовый призёр Олимпийских игр (2004).
- Серебряный призёр чемпионата мира (2002).
- Чемпионка Европы (2003).
- Чемпионка Евролиги (2003).
- Бронзовый призёр мирового Кубка ФИБА (2003).
- Двукратная чемпионка России (2002, 2003).
- Четырёхкратная вице-чемпионка России (1999, 2000, 2001, 2004).
- Бронзовый призёр чемпионата России (2005).
- Обладатель Кубка России (2005).
- Бронзовый призёр Всемирной летней Универсиады (1999).
- Звание «Мастер спорта России международного класса», присвоено в 2002 году.
- Звание «Заслуженный мастер спорта России», присвоено в 2003 году.